# نرگس (فیلم)
نرگس چهارمین فیلم سینمایی رخشان بنی‌اعتماد محصول سال ۱۳۷۰ است.

## خلاصه فیلم
آفاق با جوانی به نام عادل زندگی می‌کند. آفاق از کودکی، عادل را بزرگ کرده و بعد به ناچار به عقد او درآمده است. آن دو از طریق دزدی گذران می‌کنند. عادل با دختر جوانی که خانواده فقیری دارد، آشنا می‌شود و به او دل می‌بندد. آفاق برای آن که امکان ازدواج آن دو را فراهم کند، خود را مادر عادل معرفی می‌کند. نرگس و عادل ازدواج می‌کنند و عادل درجریان یک سرقت دستگیر می‌شود. پس از آزاد شدن عادل و برملا شدن راز او، آفاق عادل را تحریک می‌کند که به همراه مال‌خری به نام یعقوب دست به یک دزدی کلان بزنند و با پول آن در شهری دیگر زندگی کنند. یعقوب دستگیر می‌شود اما عادل و آفاق می‌گریزند. نرگس تصمیم می‌گیرد پول‌های دزدی را پس بدهد. بین آن‌ها درگیری رخ می‌دهد و آفاق که در جاده به دنبال نرگس و عادل است، با یک کامیون تصادف می‌کند و می‌میرد.

## جوایز
- سیمرغ بلورین؛ بهترین کارگردانی؛ رخشان بنی‌اعتماد؛ دهمین جشنواره بین‌المللی فیلم فجر؛ بخش مسابقه سینمای ایران؛ ۱۳۷۰
- سیمرغ بلورین؛ بهترین موسیقی متن؛ محمدرضا علیقلی؛ دهمین جشنواره بین‌المللی فیلم فجر؛ بخش مسابقه سینمای ایران؛ ۱۳۷۰
- دیپلم افتخار؛ بهترین فیلمبرداری؛ حسین جعفریان؛ دهمین جشنواره بین‌المللی فیلم فجر؛ بخش مسابقه سینمای ایران؛ ۱۳۷۰
- تقدیر؛ نقش اول زن؛ فریماه فرجامی؛ دهمین جشنواره بین‌المللی فیلم فجر؛ بخش مسابقه سینمای ایران؛ ۱۳۷۰
- تقدیر؛ بهترین صدابرداری؛ پرویز آبنار؛ دهمین جشنواره بین‌المللی فیلم فجر؛ بخش مسابقه سینمای ایران؛ ۱۳۷۰